# 矮陀陀
矮陀陀（学名：Munronia henryi）为楝科地黄连属下的一个种。

## 扩展阅读
- 維基物種上的相關：矮陀陀